# Tovariševo
Tovariševo (v srbské cyrilici Товаришево, maďarsky Bácstóváros) je obec v Srbsku, v autonomní oblasti Vojvodina. 

## Obyvatelstvo
V roce 2011 zde dle srbského sčítání lidu žilo 2657 obyvatel.